# Guillaume Sembel
Guillaume Marius Sembel, né le 28 novembre 1883, à Clermont-Ferrand, et mort le 11 avril 1964, à Dijon, est un prélat catholique français, évêque de Dijon de 1937 à 1964.

## Biographie
Guillaume Sembel est né le 28 novembre 1883, à Clermont-Ferrand, dans le Puy-de-Dôme
Il est ordonné prêtre le 16 novembre 1907. Nommé évêque de Dijon le 15 mars 1937, il est consacré le 1er juin 1937, à Clermont-Ferrand, par Gabriel Piguet, évêque de Clermont avec comme co-consécrateurs Augustin Gonon et Georges-Auguste Louis.
Il fonde, le 4 novembre 1937, les Catéchistes auxiliaires des paroisses, association diocésaine ayant pour but la catéchèse, l'animation chrétienne et le soin aux malades dans les paroisses de la ville de Dijon. Il consacre l'église du Sacré-Cœur de Dijon, le 10 mai 1938. Le 8 décembre 1942, il donne la consécration épiscopale à Georges Jacquin, nommé évêque de Moulins, deux mois plus tôt.
Pétainiste, Sembel figure sur la liste violette des évêques à remplacer de Georges Bidault, président du Conseil national de la Résistance. Il n'est maintenu dans son poste, à la Libération, que par l'intervention du chanoine Kir, que l'évêque reconnaissant laisse se présenter à la mairie de Dijon, au conseil général de la Côte-d'Or et à la députation.
Guillaume Sembel s'éteint le 11 avril 1964, à Dijon, où une allée porte son nom.

## Condamnation du Père Noël
Fervent défenseur du caractère religieux de la fête de Noël, Sembel défraye la chronique le 23 décembre 1951 en condamnant publiquement, comme hérétique, le père Noël dont il fait pendre et brûler une effigie, le 23 décembre 1951, sur le parvis de la cathédrale Saint-Bénigne de Dijon devant plus de 250 enfants.
 
Afin d'apaiser les esprits, le chanoine Kir fait installer dès le lendemain un père Noël sur le toit de l'hôtel de Ville.

## Succession apostolique
Guillaume Sembel a ordonné les évêques suivants :
- Évêque Georges-Clément-Joseph-Edouard Jacquin (1942)

## Distinctions
- Chevalier de la Légion d'honneur (10 aout 1957)[5]
- Croix de guerre 1914-1918

## Publications
Durant son épiscopat, Sembel rédige de nombreux écrits, dont certains exemplaires sont conservés à la bibliothèque diocésaine Gustave Bardy de Dijon, à savoir :

### Livres de catéchisme
- Catéchisme du diocèse de Dijon, Bernigaud-Privat, Dijon, 1937;
- Catéchisme à l'usage des diocèses de France : avec la partie propre au diocèse de Dijon, Tardy, Bourges, 1938 (réédité en 1947 et 1948);
- Les leçons à tirer du centenaire des apparitions de Lourdes, Évêché de Dijon, Dijon, 1959;

### Lettres pastorales
- Les Fruits spirituels du Jubilé, Évêché de Dijon, Dijon, 1950;
- L'Eucharistie, sacrifice offert par Jésus-Christ à Dieu et pour l'humanité, Évêché de Dijon, Dijon, 1951;
- L'Eucharistie, nourriture des âmes, pain de vie éternelle, Évêché de Dijon, Dijon, 1952;
- Saint Bernard, Évêché de Dijon, Dijon, 1953;
- La Persévérance des jeunes baptisés dans leur vie chrétienne, Évêché de Dijon, Dijon, 1954;
- Le Dimanche chrétien, Évêché de Dijon, Dijon, 1954;
- L'Esprit missionnaire ; devoir pour tout baptisé: prêtres et fidèles, Évêché de Dijon, Dijon, 1956;
- Le Rôle de l'église catholique dans le monde, Évêché de Dijon, Dijon, 1958;
- Le Sacerdoce et les Vocations sacerdotales, Évêché de Dijon, Dijon, 1959.

### Messes
- Ordo divini officii recitandi et missae celebrandae juxta ritum et kalendarium sanctae romanae ecclesiae in dioecesi divionensi Ad annum Domini 1950, Évêché de Dijon, Dijon, 1950;
- Ordo divini officii recitandi et missae celebrandae juxta ritum et kalendarium sanctae romanae ecclesiae in dioecesi divionensi Ad annum Domini 1953, Évêché de Dijon, Dijon, 1953;
- Ordo divini officii recitandi et missae celebrandae juxta ritum et kalendarium sanctae romanae ecclesiae in dioecesi divionensi Ad annum Domini 1958, Évêché de Dijon, Dijon, 1958.

### Statuts synodaux
- Supplément aux statuts synodaux du diocèse de Dijon, Évêché de Dijon, Dijon, 1951;